# UZ Большой Медведицы
UZ Большой Медведицы (лат. UZ Ursae Majoris) — одиночная переменная звезда в созвездии Большой Медведицы на расстоянии (вычисленном из значения параллакса) приблизительно 17148 световых лет (около 5258 парсеков) от Солнца. Видимая звёздная величина звезды — от +15m до +13,1m.

## Характеристики
UZ Большой Медведицы — белая пульсирующая переменная звезда типа RR Лиры (RRAB) спектрального класса A5.